# شیبویا-کو، توکیو
شیبویا (به ژاپنی: 渋谷区) یکی از ۲۳ منطقه ویژه توکیو پایتخت ژاپن است. جمعیت این منطقه در سال ۲۰۰۸ برابر با ۲۰۸٬۳۷۱ نفر و تراکم آن ۱۳٬۵۴۰ نفر در هر کیلومتر مربع بوده‌است. مساحت شیبویا ۱۵٫۱۱ کیلومتر مربع است. دفتر مرکزی ان‌اچ‌کی، رادیو و تلویزیون ملی ژاپن در این منطقه جای دارد.
نام شیبویا همچنین برای اشاره به بخش تجاری مرکزی این منطقه نیز به‌کار می‌رود، محلی که ایستگاه راه‌آهن شیبویا یکی از شلوغ‌ترین ایستگاه‌های توکیو را دربرگرفته‌است. شیبویا به‌عنوان یکی از مراکز مُد ژاپن به‌ویژه برای جوانان و نیز به‌عنوان منطقهٔ اصلی تفریحات شبانه شناخته می‌شود. این منطقه به همراه بخش روپونگی در منطقه میناتو هر ساله میزبان جشنواره فیلم توکیو است.
چندین دانشگاه از جمله دانشگاه بونکا گاکوئن در این منطقه وجود دارند.

## نگارخانه

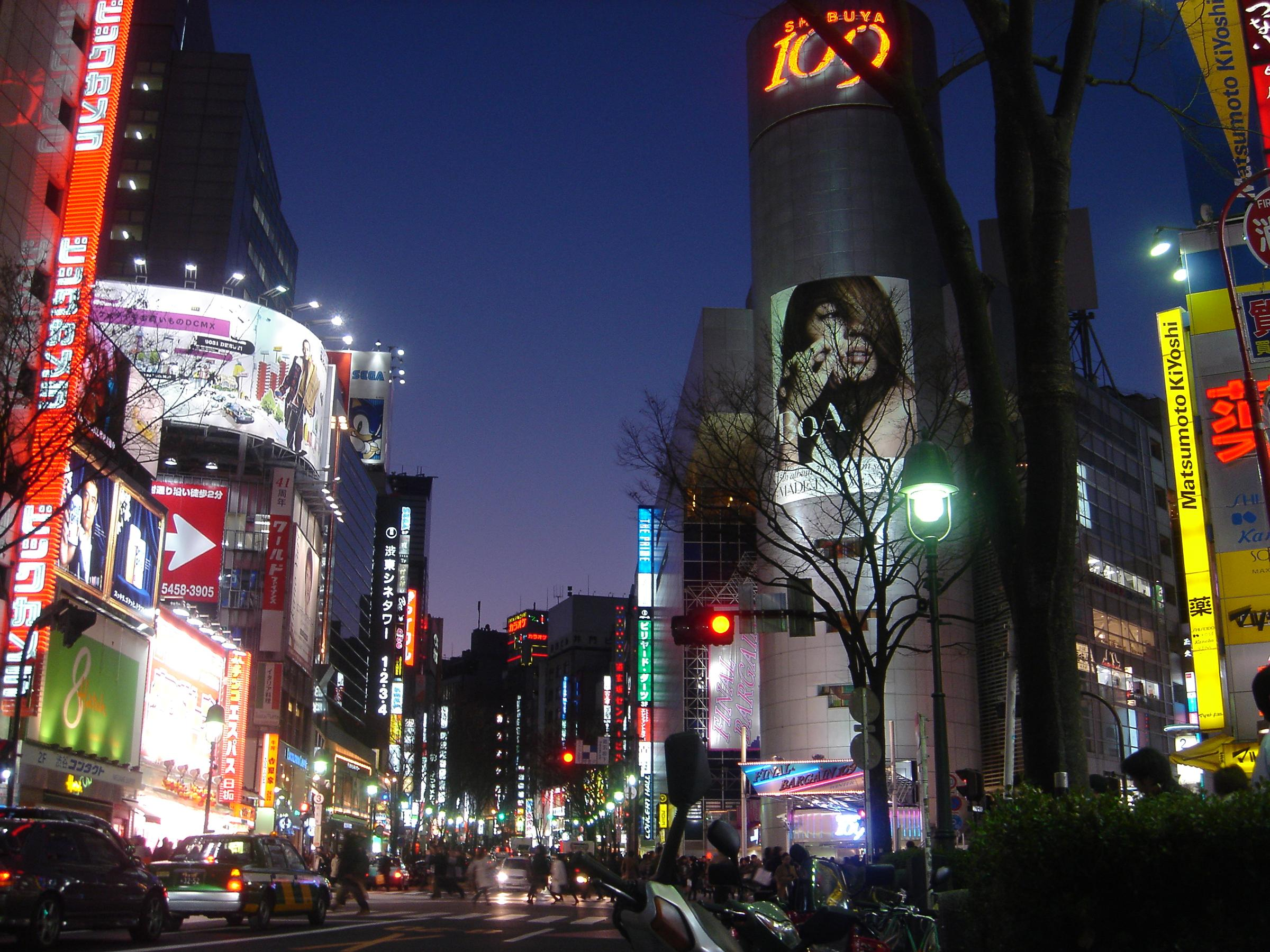
شیبویا